# Galeote
Galeote (auch Galiote, Galliote oder italienisch Galiota) ist eine Bezeichnung für eine kleinere Galeere. Galeoten hatten etwa sechzehn bis zwanzig Riemen an jeder Seite, deren jeder aber nur von einem, selten zwei bis drei Ruderern bewegt wurde.  Die Galiote war zumeist kleiner als die Fusta, bei der immer zwei Mann pro Riemen ruderten und die immer auch ein Segel hatte, jedoch werden Fusta und Galiote in der Marineliteratur und -historiographie häufig synonym gebraucht.
Galeoten waren schneller und wendiger als Galeeren und wurden daher bevorzugt als Handels- und Piratenschiffe eingesetzt, insbesondere in Algerien und Tunesien. Die Ruderer waren gleichzeitig Soldaten und mit einer Muskete bewaffnet. Auch waren diese Fahrzeuge des Öfteren mit Geschützen versehen.
Bombardiergaleote hieß eine Galeote, wenn sie zur Beschießung von Seeplätzen benutzt wurde.
Später bezeichnete man mit Galeote auch mittelgroße Fahrzeuge, die sehr schnell segeln konnten und deshalb im Seekrieg eingesetzt wurden. Die Galeoten des 19. Jahrhunderts, auch Schonergaleoten genannt, waren Fahrzeuge mit Schonertakelung, einem bauchigen, runden Heck und besaßen eine etwas schärfer gebaute Schiffsform als die Kuffs. Sie waren hauptsächlich in der Nordsee im Einsatz. Als Lotsenfahrzeuge auf der Elbe wurden sie Lotsengallioten genannt.